# Yorkshire Museum
Le Yorkshire Museum est un musée situé à York, en Angleterre.

## Histoire
Le musée est ouvert en 1830 pour accueillir les collections de la Yorkshire Philosophical Society. Il est construit sur le site de l'ancienne abbaye Sainte-Marie d'York, dont subsistent des vestiges aux niveaux inférieurs du musée, au cœur des York Museum Gardens. Le bâtiment principal est dessiné par l'architecte William Wilkins dans le style Greek Revival.
Le premier conservateur du musée est le géologue John Phillips. Une blue plaque est apposée en 2016 à l'entrée du parc qui abrite le musée, sur la St Mary's Lodge où Phillips habite avec sa sœur entre 1839 et 1853,.

## Objets remarquables
- le trésor d'Overton (en) (IIIe siècle)
- le trésor de Heslington (en) (IVe siècle)
- le trésor de Wold Newton (en) (IVe siècle)
- le trésor de Knaresborough (en) (IVe ou Ve siècle)
- le bol d'Ormside (VIIIe siècle)
- le casque de Coppergate (VIIIe siècle)
- l'épée de Gilling (IXe ou Xe siècle)
- le trésor de Bedale (en) (IXe ou Xe siècle)
- le trésor de Harrogate (Xe siècle)
- l'épée de Cawood (en) (XIIe siècle)
- le trésor de Bootham (en) (XIVe siècle)
- le joyau de Middleham (en) (XVe siècle)
- le trésor de Ryther (en) (XVe siècle)
- le trésor de Middleham (XVIIe siècle)

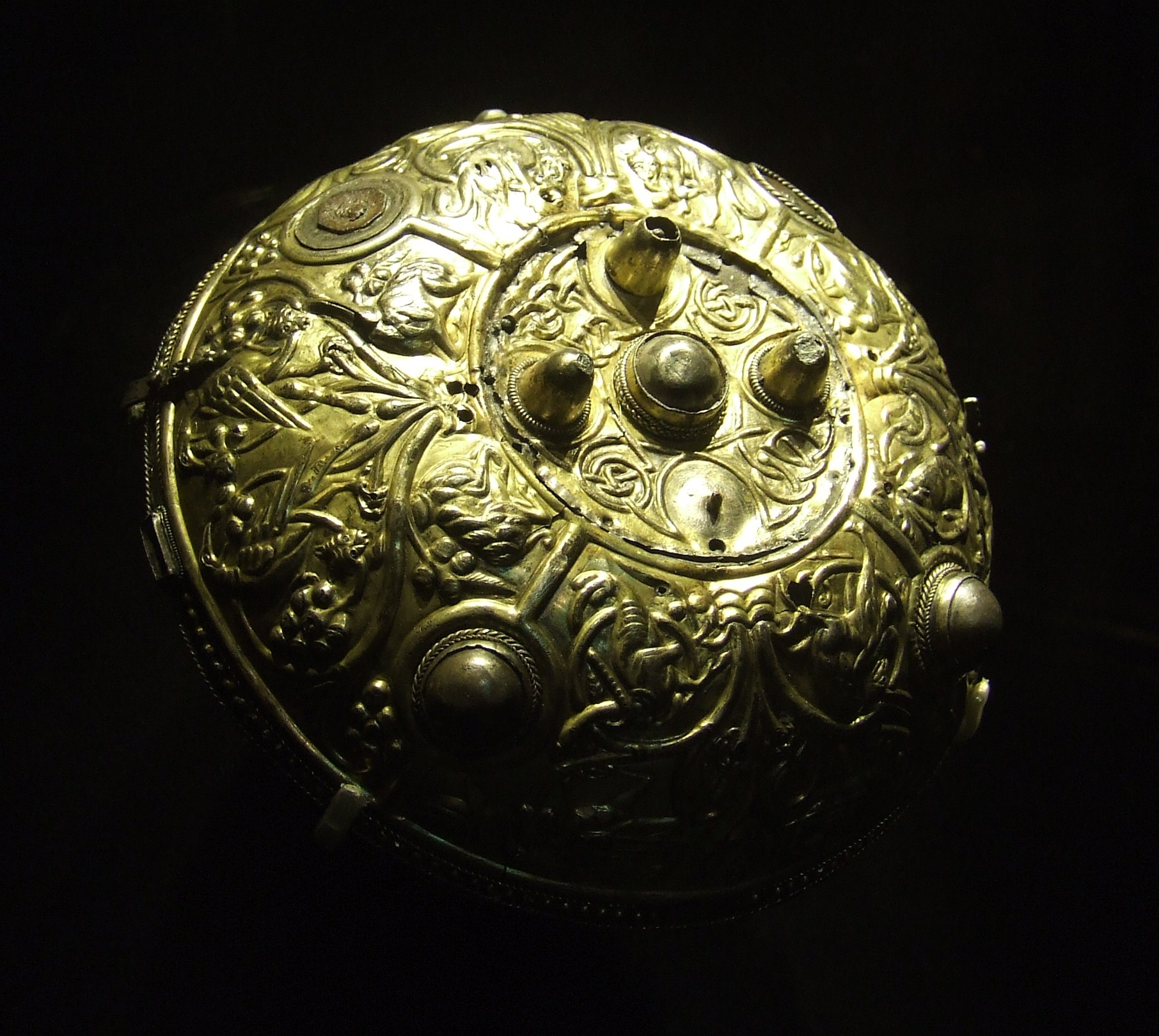
Le bol d'Ormside.
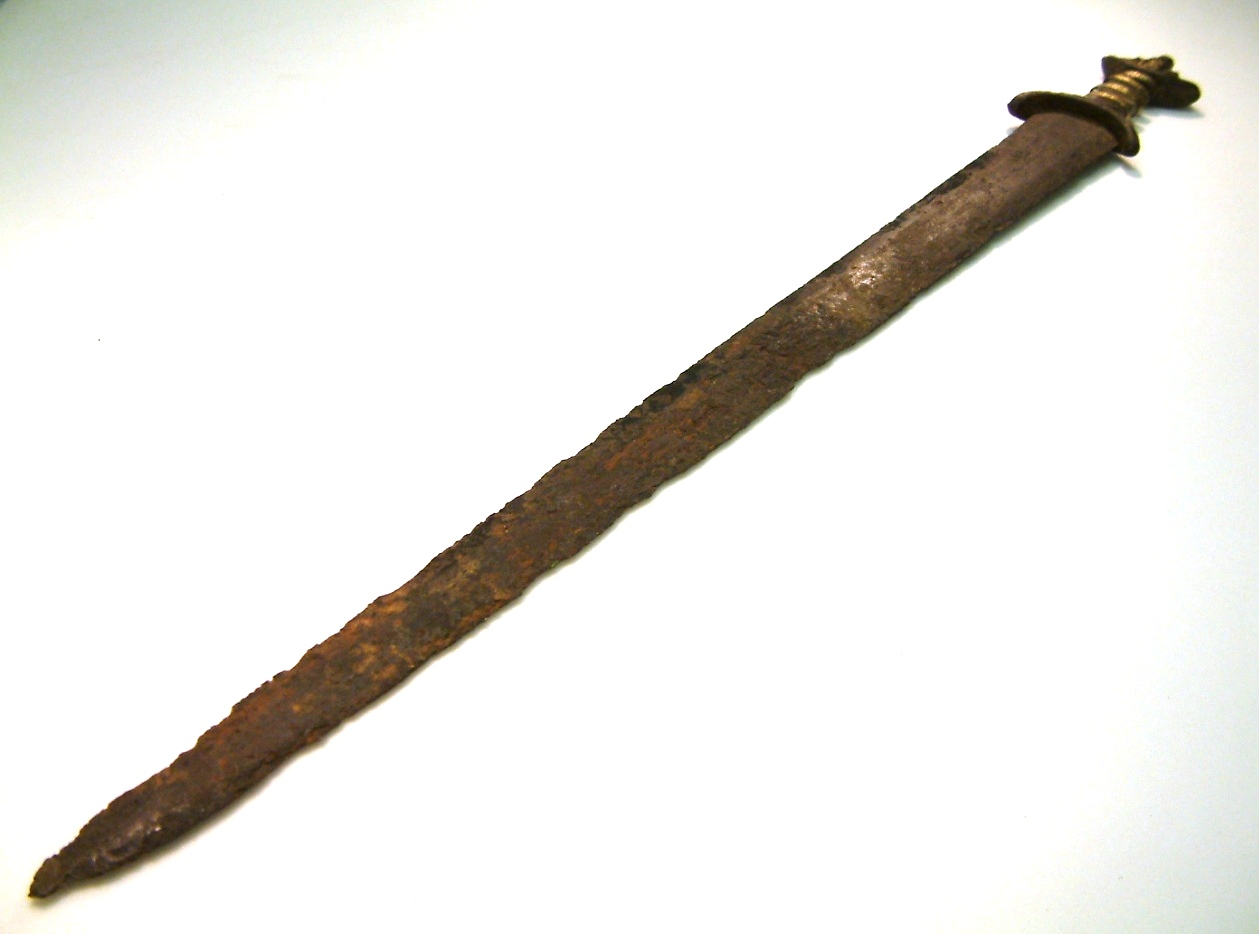
L'épée de Gilling.
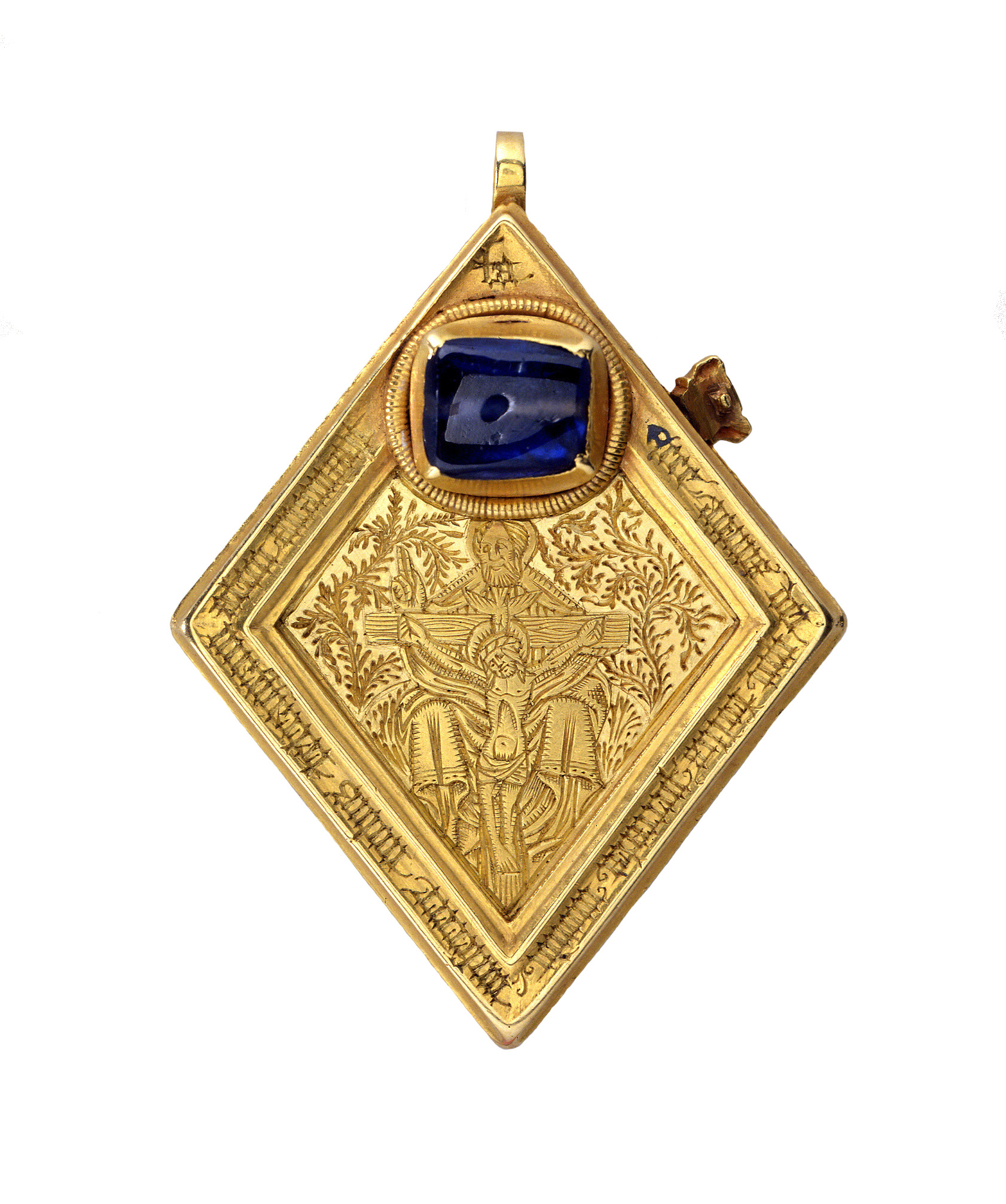
Le joyau de Middleham (en).